# دوري البلطيق لكرة السلة
دوري البلطيق لكرة السلة (بالإنجليزية: Baltic Basketball League)‏ هو دوري كرة سلة للمحترفين في أوروبا، تأسس في 2004 يلعب فيه 22 فريقاً بشكل أساسي من إستونيا، فنلندا، لاتفيا، ليتوانيا وروسيا. يعتبر فريق زالغيريس لكرة السلة الليتواني هو أكثر الفرق تحقيقا للقب. 

## وصلات خارجية
- الموقع الإلكتروني